# Ahmed Akhchichine
Ahmed Akhchichine est un haut fonctionnaire et homme politique marocain né le 26 mars 1954 à Marrakech. Il a été ministre de l'Éducation nationale, de l'enseignement supérieur, de la formation des cadres et de la recherche scientifique dans le gouvernement El Fassi. En 2015 il est élu président de la région de Marrakech-Safi.

## Biographie

### Origine et études
Il obtient un diplôme de l'Institut supérieur de journalisme (ISJ) en 1976, un diplôme de l'Institut français de presse (IFP) en 1979.
En 1982 il obtient un doctorat en sciences de l'information et de la communication de l'université Sorbonne Paris II.

### Parcours professionnel
Depuis 1982, il a été enseignant chercheur avant d'occuper le poste de consultant en communication pour le développement auprès de l'UNICEF, du Fonds des Nations unies pour la population (FNUAP), de la Banque mondiale (BM), de l'Organisation mondiale de la santé (OMS), de l'Agence des États-Unis pour le développement international (USAID) et de la coopération technique allemande pour le développement (GTZ), de 1984 à 1993.
Il a également occupé le poste d'expert international résident dans la région de l'Afrique de l'Ouest pour le compte de diverses agences du système des Nations unies, notamment l'Organisation des Nations unies pour l'alimentation et l'agriculture (FAO), le FNUAP et la BM de 1993 à 1997.
Il était directeur général de la filiale du bureau d'études canadien Léger au Maroc de 1997 à 2001 et directeur général de la Haute autorité de la communication audiovisuelle (HACA) depuis 2003.
Il est membre du bureau national du Conseil supérieur de l'enseignement et du bureau national de l'Observatoire national des droits de l'enfant (ONDE). Il est aussi vice-président de l'Association marocaine de recherche en communication (AMRC), ancien président de l'Association marocaine des lauréats des écoles de journalisme et membre fondateur et ex-membre du Conseil national de l'Organisation marocaine des droits de l'homme (OMDH).

### Parcours politique

#### Secrétaire général adjoint du PAM
Le 8 août 2008, Il devient secrétaire général adjoint, chargé des relations publiques du Parti authenticité et modernité, issu du mouvement initié par Fouad Ali El Himma (le mouvement des démocrates).
En 2015, il annonce sa candidature pour présider la région de Marrakech . 
Il est élu président de la région en septembre 2015 par 55 voix, alors que les 16 élus du PJD ont voté contre.